# Bernardo Alfonsel López
Bernardo Alfonsel López (Getafe, 24 de febrer de 1954) és un ciclista espanyol, ja retirat, que fou professional entre 1977 i 1986.
Com a amateur va prendre part als Jocs Olímpics d'estiu de Mont-real de 1976, on va disputar la prova de ruta del programa de ciclisme. Com a professional aconseguí una victòria d'etapa a la Volta a Espanya de 1979 i el Gran Premi de Laudio de 1977 principals èxits.

## Palmarès
- 1975
  - Vencedor d'una etapa al Gran Premi Guillem Tell
- 1976
  - Vencedor de 2 etapes a la Volta a Xile
- 1977
  - 1r al Gran Premi de Laudio
- 1979
  - Vencedor d'una etapa a la Volta a Espanya
- 1980
  - Pròleg a la Volta a Castella
  - Vencedor d'una etapa al Gran Premi del Midi Libre

### Resultats a la Volta a Espanya
- 1977. 39è de la classificació general
- 1978. 13è de la classificació general
- 1979. 23è de la classificació general. Vencedor d'una etapa
- 1980. 35è de la classificació general
- 1982. 17è de la classificació general
- 1983. Abandona (14a etapa)
- 1985. 40è de la classificació general
- 1986. 81è de la classificació general

### Resultats al Tour de França
- 1977. Fora de control (17a etapa)
- 1978. 46è de la classificació general
- 1979. 79è de la classificació general
- 1980. 57è de la classificació general
- 1981. 69è de la classificació general
- 1982. 67è de la classificació general
- 1984. 98è de la classificació general